# اگنس بروکنر
اگنس بروکنر (انگلیسی: Agnes Bruckner؛ زادهٔ ۱۶ اوت ۱۹۸۵) یک هنرپیشه، و بازیگر سینما اهل ایالات متحده آمریکا است. وی از سال ۱۹۹۶ میلادی تاکنون مشغول فعالیت بوده‌است.

از فیلم‌های او می‌توان به جنگجوی صلح طلب، قتل با اعداد، زهر، شهروندی، اتاق خالی ۲، ایالتی، ریک، سرزمین رؤیایی، پناهگاه و پیمان اشاره کرد.